# Киффа (бусы)

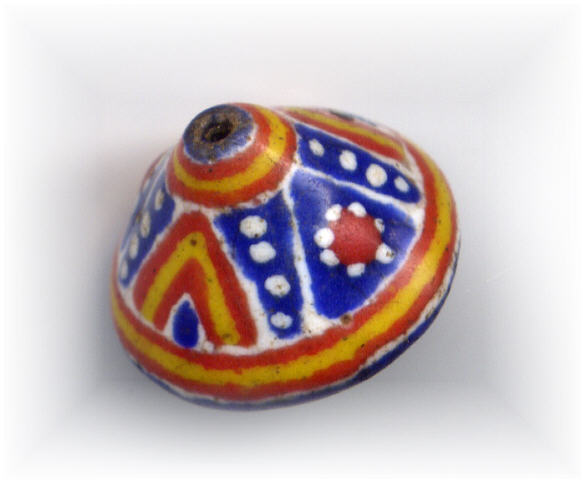
Киффа конической формы

Киффа — разноцветные бусины из порошкового стекла, названные по городу Киффа на юге Мавритании. Киффа представляют собой один из высочайших уровней художественного мастерства и изобретательности в изготовлении бусин. Они производятся из самых простых материалов и посредством простых инструментов: измельчённых в порошок европейских стеклянных бус или их кусочков, бутылочного стекла, осколков керамики, жестяных банок, веточек, стальных игл и гуммиарабика.
Традиция изготовления бусин киффа в Западной Африке насчитывает несколько сотен лет и, возможно, восходит к IX веку. Бусы киффа являлись важным товаром в Транссахарской торговле.

## Производство
Для изготовления киффа требуются кусочки стекла, несколько пустых контейнеров для замешивания, металлическая игла, кусок листового металла, уголь и ступа с пестиком. Кусочки стекла, керамики и пр. сортируются по цвету и по отдельности измельчаются до состояния порошка. Затем каждый из цветных порошков смешивается с водой, слюной и другими связывающими добавками до образования стеклянной суспензии. Каждый мастер хранит в секрете точный рецепт приготовления суспензии, считая его священным. Затем масса наносится острым предметом (обычно стальной иглой) на монохромные бусины. Бусинки помещаются в небольшие контейнеры (часто в жестяные банки) и нагреваются для плавления стекла на открытом огне. Формовка бусин осуществляется без использования форм. В зависимости от опыта, выбранного размера, формы и дизайна художнику может потребоваться от двух часов до дня или двух для изготовления одной бусины.
Бусины производятся различной формы и цвета. Они бывают синими, красными, желтыми и т. д. Часто полихромные треугольники украшаются цветными линиями и точками, напоминающими глаза. Можно также встретить бусины ромбовидной, круглой и вытянутой формы. Узоры и орнаменты могут сильно различаться, считается, что каждая семья, производящая такие бусинки, владеет своим особенным стилем. Считается также, что бусы киффа являются амулетами, защищающими своих владельцев от сглаза.

## Использование

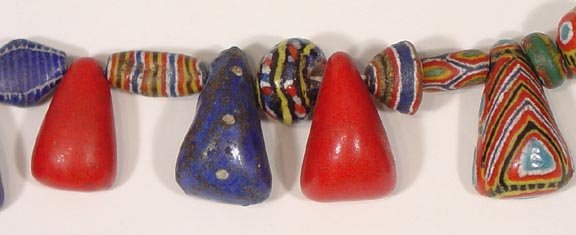
Ожерелье из бусин киффа

Бусины вплетаются в волосы, носятся как ожерелья, ими украшаются браслеты и любая часть одежды. Треугольные бусины являются стилизованным изображением глаза. В сочетании с декоративными точками или «глазами» они обеспечивают двойную защиту от неудачи и зла. Орнаменты и форма каждой бусины имеют большое значение. Например, зигзагообразный или шевронный рисунок из разноцветных полос, присутствующий на многих бусинах киффа, символизирует течение воды или путь жизни.
Цвета на бусинах имеют следующие символические значения:
- белый: чистая молодая девушка
- зелёный: страусиная жёлчь
- жёлтый: яйца термитов, символ приветливости
- синий: благословение небес
- красный: средиземноморский коралл

Цвета в сочетании с определёнными геометрическими формами, отличными от линий, символизируют следующее:

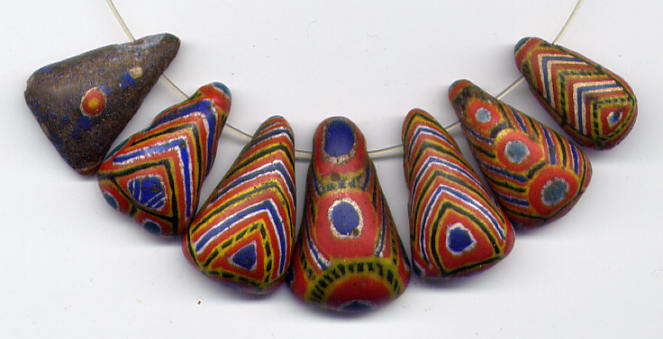
Треугольные бусины должны защищать владельца

- голубой круг: бесконечная вселенная
- зелёный круг: надежда, богатство
- красный круг: великая любовь
- жёлтый круг: солнце
- разноцветные квадраты: место, выбранное для лагеря
- маленькие треугольники: палатки лагеря
- зигзагообразные линии: вода
- точка на верхнем конце бусины: Полярная звезда
- крест на нижнем конце бусины: четыре райские реки
- большой треугольник: великая палатка бога, пастуха вселенной[4].